# الذئب الشيشاني
الذئب الشيشاني ويُعرف أيضًا بـ الذئب الرمادي (بالشيشانية: Borz)‏ هو الحيوان الوطني للأمة الشيشانية.

## الحضارة
كثيرًا ما يتمُّ مقارنة خصائص الذئب بالشعب الشيشاني بالمعنى الشعري أو المجازي؛ فعلى سبيل المثال لا الحصر يقولُ الشيشانون عن أنفسهم أنهم «أحرار ومُتساوون مثل الذئاب»،   أو يمثلون «الشجاعة والمثابرة» مثلما هو حال الذئاب في الغابات. إن قول شيشاني ما «أنه ذئب» يعني رغبةً في التعبيرِ منه عن السمات الشخصية الرائعة التي يتميَّزُ بها والتي جعلته يُشبه نفسه بالذئب أو بشكلٍ أدق الذئب الشيشاني.

## الأسطورة
يشيعُ في الشيشان أسطورة حول الذئب الشيشاني تقولُ إنَّ «مؤسس للأمة الشيشانية» توربالو-نوشكو قد نشأ على يدِ «الذئب الأم» التي ربته واعتنت به. تقولُ تقاليد الشيشان القديمة إن الخروف وُجد على هذه الأرض أصلًا ليتمكَّن الذئب من «الاستمتاع به»؛ لكنَّ الرجل «سرقَ» الخراف من الذئب؛ وهذا أمرٌ مثيرٌ للاهتمام إلى حدٍ ما بالنظر إلى أن الكثير من الشيشان في الماضي كانوا في الحقيقة رعاة. وفقًا للمؤرخ الإثنوغرافي جايموخا (بالإنجليزية: Jaimoukha)‏؛ فقد اعتادَ الشيشانيون في العصور القديمة على مراقبة الذئاب من أجل منعها من مداهمة الأغنام وربما هذا ما يُفسِّر هذه العلاقة بين الشيشان وبين ما يُعرف بالذئب الشيشاني.

## الشارات والرموز

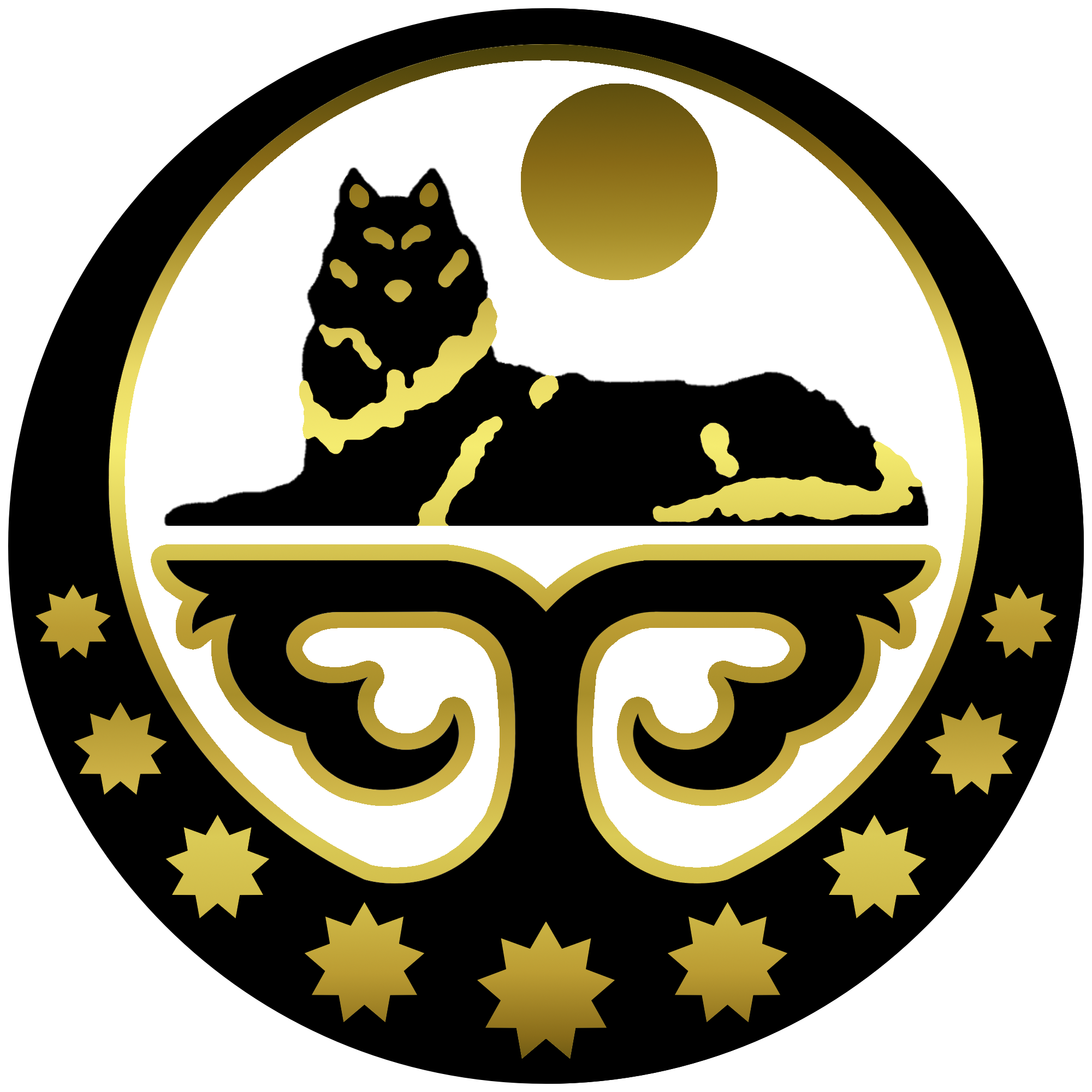
ختم جمهورية الشيشان إشكيريا الذي يحملُ ذئبًا وهو تجسيدٌ رمزي للأمة الشيشانية

يُستخدم الذئب بشكلٍ متكررٍ في الصور كرمزٍ للأمة الشيشانية؛ فتارةً يُرمز لها – أي للأُمَّة – بذئبٍ كبيرٍ يعوي من فوق الجبل في إشارةٍ لجبالِ الشيشان العالية وتارةً أخرى عبر ذئبٍ مُستلقي وهو يُحدِّق بنظرة قويّة وحتى خارقة. بشكلٍ عامٍ هذه قائمة الرموز والإشارات المُتعلِّقة بالذئبِ الشيشاني:
- ذئبٌ يعوي أعلى الجبل؛ وعادةً ما يكون تعبيرا عن «الفخر الوطني». في الفترة من 1991 حتى 1994؛ كان هذا هو شعار الشيشان وذلك في إشارةٍ إلى النضال من أجل الاعتراف الوطني.
- الذئبُ المستلقي وربما يُشير إلى «الذئب الأم» التي ربّت مؤسس الأمة الشيشانية توربالو-نوكسشو حسبَ ما جاء في الأسطورة.

في العصور الحديثة؛ استخدمت جمهورية الشيشان إشكيريا علم الذئب؛ لكنَّ إمارة القوقاز الإسلامية أزالتهُ في وقتٍ لاحقٍ ثمَّ استبدلتهُ بالكتابة العربية فقامَ النظام الحاكم برعايةِ روسيا بإزالتهِ بالكامل؛ لكن الحكومة العلمانية في المنفى لا تزال تستخدمه. بالإضافة إلى ذلك؛ فإن العديد من الشعارات الأخرى للأمة الشيشانية تستخدمُ الذئب كرمزٍ شعائري.

## تسميات
- سُمَّيت البندقية التي صنعها الانفصاليون الشيشان في الحربين الأولى والثانية باسمِ «بورز» التي تعني الذئب الرمادي أو الذئب الشيشاني كما هو شائعٌ في الشيشان.[7]